# 13915 Yalow
13915 Yalow (1982 KH1) là một tiểu hành tinh vành đai chính được phát hiện ngày 27 tháng 5 năm 1982 bởi C. S. Shoemaker và S. J. Bus ở Đài thiên văn Palomar.